# گدوک (فیروزکوه)
گدوک روستایی در دهستان پشتکوه، بخش مرکزی، شهرستان سوادکوه در استان مازندران است. گدوک در حوزه شهرستان سوادکوه در استان مازندران قرار داشته. 

## جمعیت
جمعیت گدوک براساس سرشماری سال ۱۳۹۵ ایران، ۵۶ نفر (۲۵ خانوار) شامل ۳۲ مرد و ۲۴ زن می‌باشد.

## زبان
اهالی گدوک به زبان مازندرانی و گویش سوادکوهی صحبت می‌کنند.